# Período Asuka

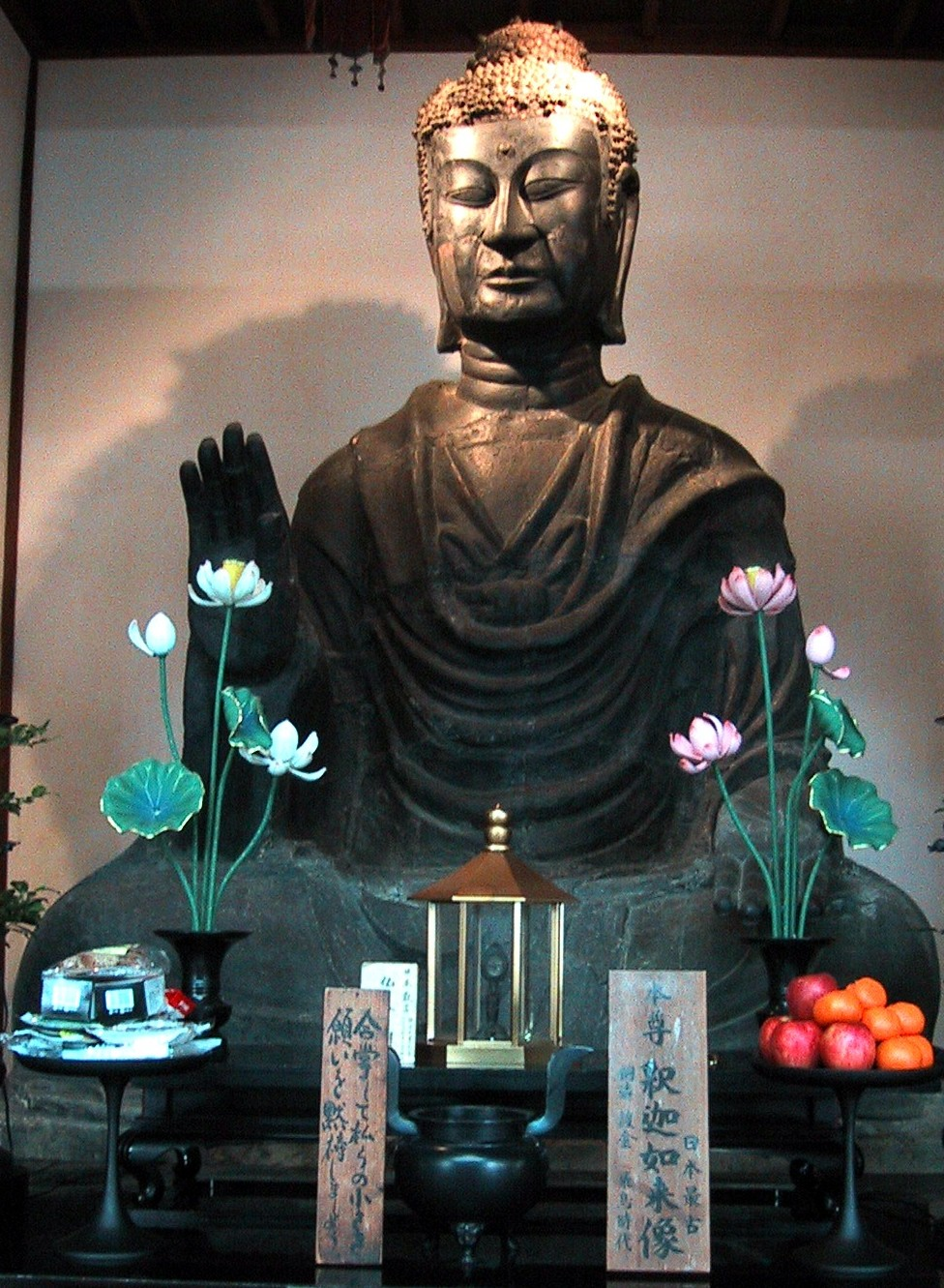
Daibutsu en el Asuka-dera de Asuka, la estatua de Buda más antigua conocida en Japón con una fecha exacta de tallado en el 609 por Kuratsukuri-no-Tori, hijo de un emigrante coreano.

El período Asuka (飛鳥時代 Asuka-jidai?) es el período de la historia japonesa que transcurre entre los años 552 a 710. La llegada del budismo marcó un cambio en la sociedad japonesa y también afectó al gobierno de Yamato.
El sistema político de Yamato evolucionó en gran parte durante este período, que es llamado así por la región de Asuka, al sur de la actual ciudad de Nara, lugar de numerosas capitales temporales establecidas durante este período. El período Asuka es conocido por sus significativas transformaciones artísticas, sociales y políticas, que tuvieron sus orígenes en el último período Kofun con la llegada del budismo. Este período también se distingue por el cambio en el nombre del país de Wa (倭?) a Nihon (日本?). 
Artísticamente, el término estilo Tori es usado a menudo para el período Asuka. Esto se debe al escultor Kuratsukuri Tori ( 鞍作仏師). También llamado Tori Busshi (止利仏師; トリ・ブッシ). Su título completo es Shiba no Kuratsukuri-be no Obito Tori Busshi (司馬鞍作部首止利仏師), nieto de Shiba Tatto. El estilo Tori hereda el estilo Wei del norte de China.

## Nombramiento
El término "período de Asuka" fue utilizado por primera vez para describir un período de las bellas artes y la arquitectura en la historia japonesa y fue propuesto por los estudiosos de bellas artes Sekino Tadasu (関野貞) Y Okakura Kakuzō (岡倉覚三) alrededor de 1900. Sekino fechó el período Asuka justo al final de la Reforma Taika de 646. Okakura, sin embargo, consideraba que este periodo comenzaba con el final del traslado de la capital al Palacio Heijō de Nara. Aunque los historiadores en general utilizan la fecha propuesta por Okakura, muchos historiadores de arte y arquitectura prefieren la fecha propuesta Sekino y utilizan el término "período de Hakuho ( 白鳳時代 )" para referirse al período sucesivo.
Este período comienza con la ascensión al trono de la Emperatriz Suiko y su decisión de establecerse en el Valle de Asuka, en la entonces provincia de Yamato, siendo una época de grandes reformas.

## Introducción del budismo en Japón
La tradición al Budismo en Japón comienza alrededor del año 552, con la llegada de las primeras estatuas y textos budistas. Aunque el Budismo ya era conocido en el país porque gran parte de la aristocracia, así como la poderosa familia Soga, provenían de Corea. Ese año tuvo una gran importancia y marcó una gran diferencia respecto a tiempos pasados. Todo comenzó cuando Syong-Myong, el rey de Paekche, uno de los tres reinos en los que Corea estaba dividida, envió varios regalos al entonces regente Emperador Kinmei para agradecerle el envío de tropas japonesas contra el reino enemigo de Silla. Entre todos los regalos, se encontraba una estatua de Buda hecha de oro, plata y bronce y una nota en la que se explicaba al Emperador lo grande que estaba siendo la expansión del Budismo por toda Asia, y que Japón tenía la necesidad de que también se difundiera por sus fronteras. 
Desde hacía unas décadas, con la rebelión de Iwai, se había puesto de manifiesto que el gobierno de Yamato necesitaba un estado centralizado más fuerte, por lo que la corte se fijó en la forma en que China había utilizado la religión como fuente de legitimidad del poder del emperador. Consecuentemente, a partir del año 552, empiezan a pensar que el Budismo puede servir para tal propósito, y comienzan a debatirlo ya que es un tema de gran importancia que afecta a toda la sociedad. Muchos aristócratas del momento basaban su posición privilegiada en una supuesta descendencia de los Kami sintoístas, algo que podía verse amenazado con la entrada del Budismo, que por otro lado muchos veían como símbolo de una civilización más avanzada. El mayor enfrentamiento a cuenta del Budismo se dio entre la familia Soga, que defendía la adopción del Budismo, y las familias Mononobe y Nakatomi, de tipo conservador, quienes habían llegado a destruir algunos de los primeros templos e imágenes budistas del país.
Tras el conflicto armado provocado por la introducción del Budismo, ganan los defensores del Budismo que consiguen la adopción oficial del Budismo en Japón, y la familia Soga se hace con el poder de Yamato durante las próximas décadas que ponen en el trono a su sobrina, la Emperatriz Suiko, aunque en la práctica el poder lo ostentaría su regente, uno de los personajes más importantes de la Historia de Japón, el Príncipe Shōtoku.
Shōtoku (574-622, fue un gran impulsor del Budismo y pudo comprobar la gran utilidad de esta religión como eje del estado, proyectando una organización de las instituciones a la manera china, y financiando la construcción de numerosos templos budistas. Dentro de la política también hizo cambios relacionados con el Budismo, así como establecer un paralelismo entre la relación soberano-súbdito y la relación cielo-tierra.
El príncipe Shōtoku muere en 622 y entonces comienza un nuevo conflicto armado por el poder y, así, llega el Emperador Kōtoku al poder. En esta época, el emperador pasó a ser considerado como descendiente de Amaterasu, elevándose así a la divinidad. De esta forma, la entrada de la nueva religión no fue necesariamente en detrimento de la religión autóctona, el sintoísmo, integrándose ambas sin problemas. Se empezaron a construir templos budistas por todo el país, por lo menos uno en cada provincia, con lo que el Budismo entró cada vez más en contacto con el pueblo.
Aunque hubo otros templos budistas anteriores, el más antiguo de los existentes (que es además el edificio de madera más antiguo del mundo) es el Hōryū-ji, al sudoeste de Nara, construido en 607 bajo el mecenazgo del Príncipe Shōtoku, aunque se quemó en 670 y tuvo que ser reconstruido en las siguientes tres décadas. Este templo guarda algunos de los grandes tesoros artísticos de Japón, como la estatua de Kudara Kannon, la de Yumedono Kannon (supuestamente dedicada a Shōtoku) o el imponente conjunto de la Tríada Shaka.
Tras la Reforma Taika del Emperador Kōtoku, el Budismo pasó a estar patrocinado oficialmente por la corte, lo que disparó la construcción de templos.

## Quema de la biblioteca imperial
En 645 d. C. la biblioteca imperial, en la cual se guardaban viejos documentos y libros importantes, fue quemada totalmente. Debido al conflicto entre el clan Mononobe (sintoístas) y el clan Soga (budistas), este último prendió fuego a la biblioteca, acabando con los expedientes y demás archivos que en ella se encontraban. El libro japonés más viejo que existe es el Kojiki, que fue terminado de escribir en el 712, 67 años después de la quema de la biblioteca imperial.

## Eventos
- 538: El reino coreano de Baekje envía una delegación para presentar el budismo al emperador japonés.
- 593: El príncipe Shōtoku es asignado como regente de la emperatriz Suiko y promueve el budismo con el clan Soga.
- 600: El estado Yamato envía la primera misión japonesa oficial a China desde 478.
- 604: El príncipe Shōtoku emite una constitución de 17 artículos al estilo chino basado en los principios confucianos, inaugurando así el Imperio Japonés.
- 607: El príncipe Shōtoku construye el templo budista Horyu ji en Ikaruga.
- 645: Soga no Iruka y su padre emishi mueren en el Incidente Isshi. El Emperador Kōtoku asciende al trono y fortalece el poder imperial sobre los clanes aristocráticos (ver Reforma Taika), convirtiendo sus estados en provincias.
- 663: La marina japonesa fue derrotada por la alianza Silla-Tang en la batalla de Baekgang.
- 670: El primer registro de familia ( 庚午年籍 / Kogo Nenjaku) fue compilado.
- 672: El príncipe Oama, más tarde emperador Tenmu, usurpó el trono al ganar la guerra civil Jinshin no Ran (壬申の乱) contra el emperador Kōbun.
- 689: El Código Asuka Kiyomihara fue proclamado.
- 701: El Código Taihō fue proclamado.
- 705: El Nishiyama Onsen Keiunkan se funda. Sobrevive al convertirse en el hotel más antiguo conocido de negocios aún en funcionamiento, a partir de 2012.
- 708: La primera moneda japonesa (和同開珎 / Wadōkaichin) fue acuñada.